# Laban Rotich
Laban Rotich (* 20. Januar 1969 in Mosoriot bei Eldoret, Provinz Rift Valley) ist ein kenianischer Mittelstreckenläufer.
In seiner Spezialdisziplin, dem 1500-Meter-Lauf, wurde er bei den Olympischen Spielen 1996 in Atlanta Vierter und bei den Leichtathletik-Weltmeisterschaften 1997 in Athen Elfter.
1998 gewann er sowohl bei den Commonwealth Games in Kuala Lumpur wie auch bei den Leichtathletik-Afrikameisterschaften in Dakar Gold. Im Jahr darauf errang er Silber bei den Hallenweltmeisterschaften in Maebashi und wurde Sechster bei den Weltmeisterschaften in Sevilla. 
2001 wurde er Vierter bei den Hallenweltmeisterschaften in Lissabon und kam ins Halbfinale der Weltmeisterschaften in Edmonton. Der Silbermedaille bei den Afrikameisterschaften 2002 folgte Bronze bei den Hallenweltmeisterschaften 2004 in Budapest.
Laban Rotich ist 1,63 m groß, wiegt 45 kg und gehört zur Ethnie der Nandi.

## Persönliche Bestzeiten
- 800 m: 1:43,65 min, 19. Juli 1998, Stuttgart
- 1000 m: 2:14,43 min, 16. Juli 1997, Nizza
  - Halle: 2:18,96 min, 20. Februar 2000, Birmingham
- 1500 m: 3:29,91 min, 12. August 1998, Zürich
  - Halle: 3:32,11 min, 1. Februar 1998, Stuttgart
- 1 Meile: 3:47,65 min, 4. Juli 1997, Oslo
  - Halle: 3:53,18 min, 29. Januar 2005, Boston
- 2000 m: 4:57,63 min, 29. Mai 1996, Bratislava
  - Halle: 4:56,09 min, 14. Februar 1999, Birmingham
- 3000 m (Halle): 7:47,97 min, 8. Februar 2004, Gent